# Aristyllus
Aristyllus (Grieks: Αρίστυλλος ο Σάμιος, Arístyllos o Sámios) (+/- 260 v.Chr.) was een Grieks astronoom en waarschijnlijk een leerling van Timocharis. Hij was een van de eerste die meridiaanobservaties deed. Zijn gegevens laten vermoeden dat hij werkzaam was in Alexandrië.
Een aantal van zijn gegevens werden lange tijd als onnauwkeurig bestempeld omdat men uitging van een verkeerde datum. Maar toen duidelijk werd rond welke periode hij zijn observaties deed, bleek dat, mits en kleine afronding, deze tot de nauwkeurigste in zijn tijd waren.
De krater Aristillus op de maan en een maanmeridiaan werden naar hem genoemd.